# Sékou Koira (Tamou)
Sékou Koira (auch: Sékou Daya Kouara) ist ein Weiler in der Landgemeinde Tamou in Niger.

## Geographie
Der Weiler liegt am rechten Ufer des Flusses Niger. Er befindet sich rund 32 Kilometer östlich des Hauptorts Tamou der gleichnamigen Landgemeinde, die zum Departement Say in der Region Tillabéri gehört. Zu den Siedlungen in der näheren Umgebung von Sékou Koira zählen am selben Flussufer Guiémé im Norden sowie am gegenüberliegenden Flussufer Guiémé Rive Gauche im Norden und Balaga im Südosten.
Es herrscht das Klima der Sudanzone vor, mit einer durchschnittlichen jährlichen Niederschlagsmenge zwischen 600 und 700 mm.

## Geschichte
Sékou Koira wurde 1986 von Scheich Daya, der als bedeutendster Marabout zwischen Niamey und Nord-Nigeria galt, als sein Wohnsitz gegründet. Der aus der Sprache Zarma kommende Ortsname lässt sich als „Dorf des Scheichs“ übersetzen.

## Bevölkerung
Bei der Volkszählung 2012 hatte Sékou Koira 233 Einwohner, die in 30 Haushalten lebten.
Die Haupt-Ethnie in der Siedlung sind Zarma.